# Hermann Hess
Hermann Hess (* 22. Dezember 1951; heimatberechtigt in Amriswil) ist ein Schweizer Unternehmer und Politiker (FDP.Die Liberalen). Er war von 2015 bis 2017 Nationalrat.

## Ausbildung und Beruf
Hess besuchte die Primarschule und die Sekundarschule in Amriswil. Anschliessend ging er ans Gymnasium in Frauenfeld und machte 1970 die Matur. Danach studierte er bis 1976 Klavier und schloss mit dem Konzertdiplom ab.
Nach dem Studium an der HSG St. Gallen führte er ab 1979, anstelle seiner früh verwitweten Mutter, das mittelgrosse Familienunternehmen ESCO. Zwischen 1991 und 1993 zog er sich aus dem Bekleidungsgeschäft zurück und begann im Immobilienbereich tätig zu werden. 1993 gründete er als Alleinaktionär die Hess Investment Gruppe und nutzte bisherige Geschäftsimmobilien um. 1997 liess er sich in Immobilienökonomie weiterbilden. Seit 2007 ist Hess Verwaltungsratspräsident und Mitinhaber der Schweizerischen Bodensee-Schifffahrtsgesellschaft AG.
Hermann Hess, der aus einer alteingesessenen Thurgauer Textil-Industriellenfamilie kommt, gehörte 2017 zu den Wohlhabenden unter den Schweizer Parlamentariern. Gemäss einem Bericht der Zeitschrift Bilanz betrug sein (Familien-)Vermögen damals ca. 150 Mio. CHF.

## Politische Laufbahn
Hermann Hess wurde mit etwa 35 Jahren FDP-Mitglied. Er war Präsident der Sektion in Amriswil und später Präsident der Bezirkspartei Arbon. Ebenso wurde er Vizepräsident FDP.Die Liberalen Kanton Thurgau. 2012 bis 2015 vertrat er seine Partei im Kantonsparlament. Bei den Eidgenössischen Wahlen 2015 wurde er in den Nationalrat gewählt. Von diesem Amt trat er auf November 2017 zurück und wurde durch Hansjörg Brunner ersetzt.